# Новошипуновська сільська рада
Новошипуно́вська сільська рада (рос. Новошипуновский сельский совет) — сільське поселення у складі Краснощоковського району Алтайського краю Росії.
Адміністративний центр та єдиний населений пункт — село Новошипуново.

## Населення
Населення — 1126 осіб (2019; 1321 в 2010, 1466 у 2002).